# Brilantová zeleň

Brilantová zeleň

Brilantová zeleň (používají se také názvy briliantová zeleň, malachitová zeleň G, anilinová zeleň, benzaldehydová zeleň a řada dalších, včetně latinských Viride nitens a Viride brillans) je triarylmethanové barvivo. Rozpouští se ve vodě a v ethanolu. Krystalizuje v podobě malých lesklých hranolků. Používá se k barvení hedvábí a vlny.

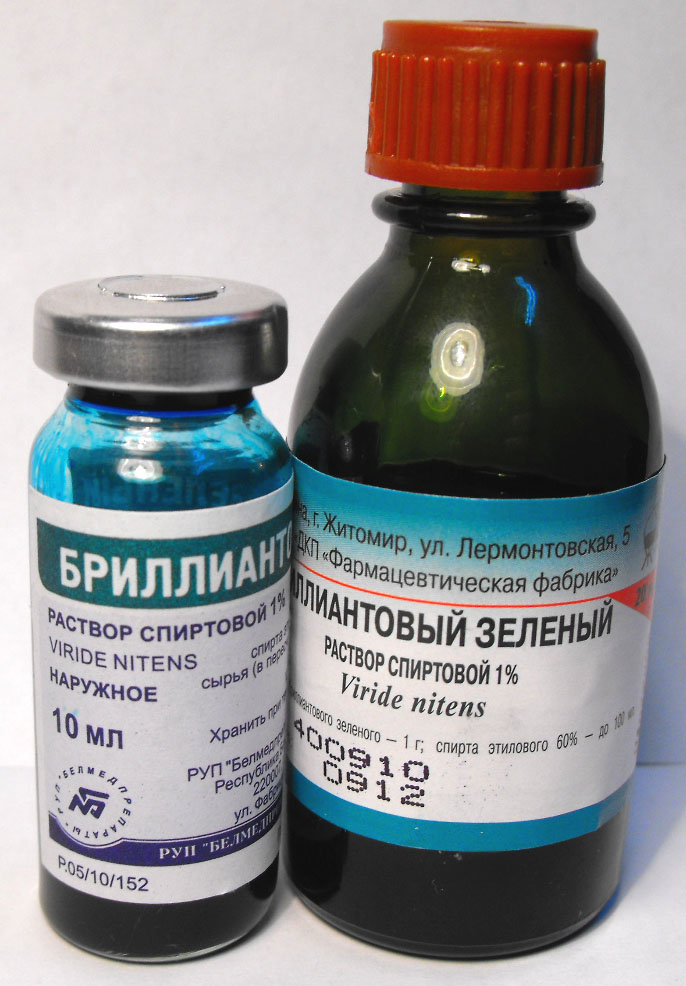
Lahvička s barvivem

Ve východní Evropě a Rusku (a dříve v Sovětském Svazu) se zředěný alkoholový roztok brilantové zeleně používá jako povrchové antiseptikum, známé pod latinským názvem Solutio Viridis nitentis spirituosa nebo ruským зелёнка (zeljonka). V roce 2010 se v Rusku běžně prodával v lékárnách. V některých zemích (včetně Česka) se jako „tekutý obvaz“ stále používá Novikovův roztok, což je elastické kolodium s přísadou brilantové zeleně.
Brilantová zeleň je účinná proti grampozitivním bakteriím. Hlavní výhodou oproti běžnějším antiseptikům (např. jodu) je, že nedráždí sliznice. Proto ji lze použít pro léčbu infekcí v oku, na jazyku nebo v dutinách.
Barvivo se díky svým antiseptickým vlastnostem používalo také v akvaristice, k barvení látek či papíru (např. utěrky) či k ošetření krmiva drůbeže.

## Toxicita a vedlejší účinky
Toxicita brilantové zeleně je nízká (orální LD50 1% roztoku pro potkana je nad 90 ml/kg). Pro vodní prostředí je látka vysoce toxická a může dlouhou dobu přetrvávat v prostředí. Barvivo může způsobit podráždění trávicího traktu, nauzeu, zvracení, průjem a podráždění dýchacích cest, které má za následek kašel a dušnost. Může také způsobit dermatitidu při styku s kůží, což vede k zarudnutí a bolesti. Při kontaktu s očima může způsobit poškození zraku. Briliantová zeleň je stejně jako většina triarylmethanových barviv označována jako potenciálně karcinogenní.